# 加油印度！
《加油印度！》（英語：Chak De! India）是2007年的印度電影，由什密特·阿閩（Shimit Amin）導演，本片主要攝制於印度孟買、澳大利亞的悉尼、布里斯本和墨爾本，印度女子曲棍球隊奪得世界冠軍的艱苦道路。
印度女子曲棍球隊確實于2003年奪得過英聯邦運動會的冠軍，也因此觸發了本片製片人的創作靈感，但是此球隊未曾奪得過任何世界冠軍。

## 故事梗概
卡比爾·基蘭（Kabir Khan，由沙·茹克·罕扮演）曾是印度男子曲棍球隊的隊長，在世界杯半決賽中遭遇巴基斯坦隊，他在完場前射失罰球而令印度痛苦失利，他因此被國人譏笑為膽怯者、叛徒，痛苦地離開了出生地攜母親到國外去生活。
七年后，卡比爾取得教練執照，印度正在準備第一次派女子曲棍球隊參加世界杯賽。 他認為為國效力的機會來了，回國應聘當上國家隊教練。
當他第一次見到國家隊員們就發生了不愉快，當他聽到各人自報來自印度諸邦家門，就命令球員一定要忘記自己是哪個邦人，牢牢記住自己是而且僅僅是為了印度隊而備戰。
卡比爾教練以高標準、嚴要求指導隊員們的技、戰術，但是有個別隊員不高興這樣，她們聯合全隊簽名上書印度曲聯要求罷免教練，當他聽說這是全隊的聯合行動之後心灰意冷、提出辭職，但是走之前要和全隊到麥當勞聚餐一頓，在這里有個矮小隊員被人調戲，其他姑娘見狀立即大打出手，三下五除二就放平了好幾個壞男人。這一下打群架反而增進了隊伍的凝聚力，姑娘們都挽留教練繼續指導她們刻苦訓練。
還沒過幾天，下一個障礙又來了，國家男隊的教練說女隊缺乏比賽經驗，好像一群中學生，反對派出征戰世界杯。卡比爾心急了，要兩天后女隊與男隊來一場「友誼賽」。比賽開始，男隊佔盡上風，很快攻入三個球；反而激發了女隊員們的鬥志，下半場開始反攻，一次短角球得手和一記遠射扳回兩分。
輸掉了這場比賽，本來按約定女隊不能派出，然而全體男隊員對她們舉起球棒致敬，曲聯官員們看到姑娘們的鬥志昂揚，終於同意送女隊出戰世界杯。
來到澳大利亞，印度隊出師不利，首場以〇比七負于東道主隊，教練及時調整了大家的心態，接下來比賽就漸入佳境，連克英格蘭隊、西班牙隊、新西蘭隊、南非隊；此時遭遇到最凶猛的「攔路虎」阿根廷隊，阿隊做風凶猛，接連犯規鏟倒人；卡比爾教練採用：「保護性殺傷戰術」，即派出「拼命三姐」放倒侵犯己方前鋒隊員的阿隊後衛，完場前終於攻進一球晉級。
半決賽相遇亞洲勁旅韓國隊，該隊採用全場緊逼人盯人防守。印度姑娘們感到很不適應。Kabir教練採用一個「秘密武器」，即全隊最老的隊員Bindya， 因為她訓練時不很遵照教練的意圖，所以至今被「雪藏」。Bindya在場上的跑動讓對手有些摸不著規律，終於被她在下半場抓住一個機會進了球。
決賽前夜舉行例行的「嘎拉晚宴（Gala Dinner）」，隊員們都穿上自己民族服裝出席，她們以場上的成績贏得了全部對手們的尊敬。席間教練叫了兩名前鋒Vidya和Preeti離座，他對她們倆宣佈明日比賽結果為零比二印度隊負。因為她們在搞個人競賽，互不傳球。
決賽開始，果然澳洲隊先聲奪人，聽不到澳洲人的吶喊，可能是導演沒給她們留太多門票。總聽見澳洲教練在「瞎指揮」。下半場打到最後三分鐘，Vidya得球，她晃過一個對方隊員，傳出一個漂亮球，Preeti接球后射空門扳平。
比賽進入互射罰球，印度二罰均不中，澳洲二罰皆中，眼看世界杯就要落入澳洲隊手中，印度門將撲出一個罰球，接著形式立即逆轉，印度連中三元，澳洲卻接連失誤，「加油印度」果然世界杯拿到了！
（注：本文的作者是澳大利亞國民。）

## 演员表
- 沙·茹克·罕飾演印度女曲教練卡比爾·基蘭（Kabir Khan）

以下為印度「女曲隊員」名單：
- Vidya Malvade ... Vidya Sharma
- Sagarika Ghatge  ... Preeti Sabarwal
- Chitrashi Rawat ... Komal Chautala
- Shilpa Shukla ... Bindia Naik
- Tanya Abrol ... Balbir Kaur
- Anaitha Nair ... Aliya Bose
- Shubhi Mehta ... Gunjan Lakhani
- Seema Azmi ... Rani Dispotta
- Nisha Nair ... Soimoi Kerketa
- Sandia Furtado ... Nethra Reddy
- Arya Menon ... Gul Iqbal
- Masochon V. Zimik ... Molly Zimik
- Kimi Laldawla ... Mary Ralte
- Kimberly Miranda ... Rachna Prasad
- Nichola Sequeira ... Nichola Sequeira
- Raynia Mascarenhas ... Raynia Fernandes

## 影片歌曲
影片總共有五首歌曲。
1. 主題曲："Chak De India"
2. "Badal Pe Paon Hain"
3. "Ek Hockey Doonggi Rakh Ke" (Shahrukh Khan śpiewa w tej piosence sam)
4. "Bad Bad Girls"
5. "Maula Mere Le Le Meri Jaan"

## 票房記錄
影片剛開始公演反映一般，後來隨著印度獨立日（8月15日）到來票房一路看好。
公演第八周后，出人意料竟然超過《古盧大兄》（Guru）和《做愛大師》（Partner）一躍成為2007年印度全國票房銷量第一的影片。在海外，最受歡迎的地方當然是在澳大利亞，可能是因為影片是在那裡拍攝，在片子結尾又有一段精彩的印度隊和澳大利亞隊進行激烈決賽的「劇肉」。

## 外部連結
- 官方网站（页面存档备份，存于）
- 互联网电影数据库（IMDb）上《加油印度！》的资料（英文）
- Chak De India的公式網址（页面存档备份，存于）
- Yash Raj電影場的介紹 （页面存档备份，存于） （页面存档备份，存于）
- 下載電影牆紙